# Наш спільний друг (фільм)
Наш спільний друг (рос. Наш общий друг) — радянський художній фільм 1961 року, знятий кіностудією «Мосфільм».

## Сюжет
За повістю Віктора Логінова «На те вона і любов …». У кожному колгоспі обов'язково знайдеться «літописець». У кубанському колгоспі таким літописцем був Лук'янюк. Саме його замітка про те, що телятниця Ліза (Наталія Фатєєва) миє молоком обличчя, потрапила на сторінки районної газети. Чесна і працьовита дівчина знайшла захист у парторга Прохора Корнійця (Віктор Авдюшко), а потім за чуйність і сміливість покохала його. Але парторг одружений, має сина. І щоб не завдавати болю коханій людині, Ліза залишає колгосп.

## У ролях
- Віктор Авдюшко — Прохор Никонович Корнієць, парторг колгоспу «Світанок»
- Наталія Фатєєва — Ліза Горлова, телятниця
- Аркадій Аркадьєв — Андрій Хомич, директор колгоспу «Світанок»
- Катерина Литвиненко — Настасья Іванівна Озорнова
- Борис Юрченко — Володя Лук'янюк, молоковоз, залицяльник Лізи
- Володимир Дорофєєв — Архип Дем'янович Крячко
- Ніна Шоріна — Маша Кошелєва, комсорг
- Григорій Тесля — Іван Федотович Глотаймуха
- Сергій Філіппов — Персиянов, завгосп-пияк, розжалуваний до сторожа
- Юрій Бєлов — Сінькін, журналіст районної газети
- Раїса Куркіна — Олена Корнієць, дружина парторга
- Олександр Дегтяр — Павло Степанович
- Микола Яковченко — Онуфрій Семенович, бухгалтер
- Тетяна Решетникова — Катька Карпенкова, школярка
- Юрій Фомічов — Семен
- Віктор Хохряков — Рокотов Володимир Іванович, редактор газети
- Михайло Кононов — Віктор Карягін, школяр-випускник
- Станіслав Чекан — Семен, обліковець
- Варвара Маслюченко — Уляна Степанівна, сусідка
- Анатолій Кудинець — Василь
- Олена Вольська — епізод
- Валентина Ананьїна — ланкова
- Анатолій Нікітін — епізод

## Знімальна група
- Режисер — Іван Пир'єв
- Сценаристи — Віктор Логінов, Іван Пир'єв
- Оператор — Валентин Павлов
- Композитор — Юрій Левітін
- Художник — Фелікс Ясюкевич